# إيك فورت
إيك فورت (بالإنجليزية: Ike Forte)‏ هو لاعب كرة قدم أمريكية أمريكي، ولد في 8 مارس 1954 في تيكساركانا في الولايات المتحدة.

## وصلات خارجية
- إيك فورت على موقع مرجع كرة القدم المحترفة.كوم (الإنجليزية)